# 穆斯塔法·雷希德帕夏
穆斯塔法·雷希德帕夏 （土耳其語：Mustafa Reşid Paşa，1800年3月13日—1858年1月7日），又称伟大的穆斯塔法·雷希德帕夏，是奥斯曼帝国晚期政治家、外交官。以推动了坦志麦特改革而为人称道。曾多次出任大维齐尔，前后共计六次。他对欧洲政治有着深刻的了解并熟悉国内外事务。雷希德是坦志麦特改革的主要设计师。在其过程中也提拔了诸如福阿德帕夏、穆罕默德·艾明·阿里帕夏等改革派。1839年，他向奥斯曼帝国臣民及欧洲列国宣读了花厅御诏。1840年，他作为外交部长与列强斡旋，成功阻止了穆罕默德·阿里帕夏灭亡奥斯曼帝国的企图。克里米亚战争初期，他为奥斯曼帝国争取到了英国与法国的支持并为最终胜利做出了贡献。1858年1月7日，雷希德帕夏以心脏病卒于君士坦丁堡。

## 早年
1800年3月13日，雷希德生于君士坦丁堡。 父亲名叫穆斯塔法埃凡迪。是土耳其政府官员。雷希德10岁时，其父亲去世。雷希德曾经希望成为宗教领袖并在学院学习。父亲死后，雷希德只得跟从叔父、宫内大臣伊斯帕尔塔勒·阿里帕夏生活。之后，他在一家誊写机构学习。当其叔父升任摩里亚省督时，雷希德也随之迁居至彼处。

## 政治生涯早期
1820年至1822年的希腊独立战争中，雷希德曾在负责镇压希腊人的赛义德·阿里帕夏手下任职。此次战事让雷希德意识到奥斯曼帝国的行政需要大刀阔斧的改革。特别是需要像穆罕默德·阿里帕夏一样建立现代化的军队。同时，他也发现欧洲与外部势力的支持对帝国的存续起着关键作用。
赛义德·阿里帕夏遭到解职之后，雷希德转至外交部担任部长的书记员。在职期间，他受到上司器重并很快升职了。1828年至1829年的俄土战争中，他负责将战地情报递送至君士坦丁堡。由于办事得力，雷希德受到了苏丹马哈茂德二世的垂顾。苏丹将他调任至最高朴特度支长手下担任秘书。1829年战事尾声时，雷希德在阿德里安堡作为谈判代表出席了俄土间的和谈。
雷希德成为其上司佩尔都帕夏的追随者後，与他一起参与了关于埃及穆罕默德·阿里帕夏的和谈事宜。穆罕默德·阿里看中他的才华还以高位相邀，但雷希德拒绝了他。1832，雷希德就任最高朴特度支长。1833年，埃及的易卜拉欣帕夏在科尼亚将奥斯曼帝国打得溃不成军并进犯屈塔西亚，雷希德因熟悉埃及事务而受命与易卜拉欣交涉。之后易卜拉欣得到了大马士革及阿勒颇城督及亚达那税务官的职位，但雷希德因这一结果受到了一些不满与反弹。

## 外交生涯

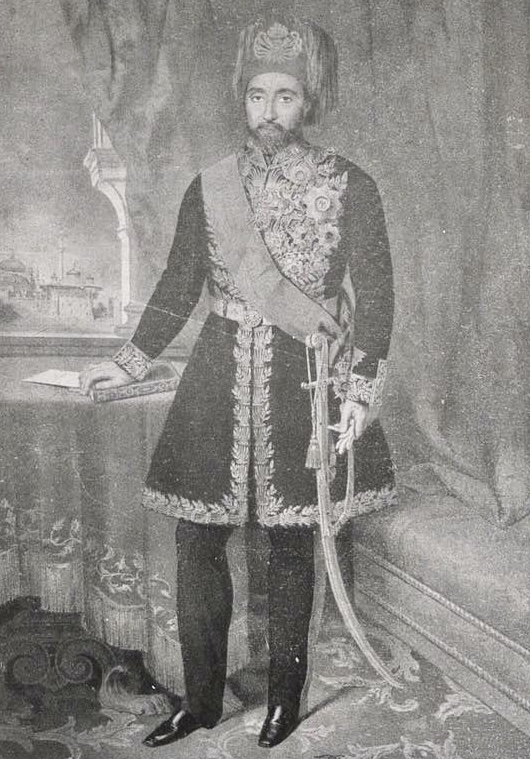
穆斯塔法·雷希德帕夏像

1834年至1836年，雷希德出使法国巴黎，负责讨要法国占领下的阿尔及利亚。但他未能完成该使命。1836年，雷希德调任至伦敦。在伦敦期间，他成功争取到英国在埃及问题上对奥斯曼帝国的支持。1838年，雷希德就任奥斯曼帝国外交部长之后，他再次前往伦敦与英国结成对抗穆罕默德·阿里帕夏的防守同盟，尽管最终没能达成这一愿景，但雷希德达成了有关两国商贸的英土条约。该条约允许英国货品在奥斯曼帝国市场上买卖并终结了奥斯曼政府对市场的垄断。

### 东方危机
1840年东方危机期间，穆罕默德·阿里帕夏及其子易卜拉欣帕夏率军攻打奥斯曼帝国叙利亚地区，埃及大维齐尔胡斯列夫不战而退，不仅将叙利亚拱手送人，亚达那及埃及的治权也同时被放弃了。雷希德在意识到情况的严重性后取得了大英帝国的支持。他在整个东方危机中扮演了重要角色。作为外交部长，他拒绝了任何没有欧洲列强参与的协定，这让埃及及支持它的法国没能达成其企图。但鉴于列强在和议上的拖延，雷希德在苏丹的授意下暗中起草了一份解决方案。该解决方案将埃及、阿克里、的黎波里割让为穆罕默德·阿里帕夏的私领，世袭罔替。条件是阿里帕夏及其家族不能再向奥斯曼帝国索要领土，阿里帕夏的家族成员死亡殆尽之后，这些领土必须重新交付奥斯曼帝国中央政府（然而,由于埃及法鲁克王朝的灭亡晚于奥斯曼帝国，埃及至此便成为一个实际独立的国家）。这一计划由于1840年伦敦协议的签订而没有完全付诸实行。阿里帕夏在列强的逼迫之下放弃了两圣地、克里特、及亚达那的治权并将其交还奥斯曼帝国，而埃及则仍如计划所言成为了阿里帕夏的领土。法国对此协议十分不满并以公开支持阿里帕夏为筹码威胁雷希德，雷希德无视了法国的要求并让最高朴特签订了伦敦协议。在阿里帕夏拒绝了伦敦协议之后，欧洲列强的外交官与雷希德会面并商讨了铲除阿里帕夏的方法。列强与奥斯曼帝国组建了盟军并在叙利亚击败了阿里帕夏。盟军指挥官查理·内皮尔私自与阿里帕夏和议，但遭到雷希德及各国外交官的强烈反弹。最终，阿里帕夏于1840年12月11日向奥斯曼苏丹表示臣服。奥斯曼帝国名义上仍保有埃及。
有关埃及的事宜办妥之后，阿里帕夏通过贿赂最高朴特的方式将雷希德从外交部长的位置上撤了下来。1841年至1845年间雷希德转为奥斯曼驻法国巴黎大使。同时他也将精力投入到了解决黎巴嫩马龙尼礼教会与德鲁兹派的纠纷之中。

### 克里米亚战争
俄罗斯外交官亚历山大·谢尔盖耶维奇·缅什可夫于1853年造访了奥斯曼土耳其并与雷希德会见。缅什可夫担负着恢复俄罗斯在奥斯曼帝国境内特权的任务。他以为推动了坦志麦特改革的雷希德会对东正教徒相对友善，但事实上雷希德属于亲英人士，还与英国大使斯特拉特福亲交甚密，并抱有反俄情绪。1853年5月5日，雷希德在向最高朴特递交了俄罗斯的请求后，最高朴特回绝了俄方的要求。然而在缅什可夫及斯特拉特福的支持下，雷希德得以再次担任外交部长。为了获得各部部长的支持，雷希德立即与俄罗斯外交官断绝了联系。5月15日，最高朴特再次否决了俄方的请求。这导致了5月21日的俄土断交。这期间，雷希德与缅什可夫及斯特拉特福都会面过并有过书信往来。根据缅什可夫的记载，雷希德对谈论俄方的提议感到尴尬，他向缅什可夫提出了土方的提议但又因无法参与提议的修订而感到羞愧。缅什可夫称雷希德显然想要与俄方建立新的协议但是囿于斯特拉特福而未能有所作为。
1853年，法、英、奥地利、普鲁士四国外交官在维也纳会面讨论俄土间的紧张局势。他们试图让俄土两个接受法国所提出的建议。沙皇方面在这时已经接受了该提议。是为维也纳备忘录。维也纳备忘录在最高朴特受到了强烈抗议。雷希德帕夏对英国与其他国家一同要求奥斯曼割让主权的行为感到无比愤怒 ，随后最高朴特向俄罗斯大使卡尔·内斯尔罗德发出了最后通牒。他同时也起草了几份对维也纳备忘录的修改，并向英使斯特拉特福强调奥斯曼帝国主权的重要性。雷希德认为，只有在保证这些修改得到通过的情况下，包括他在内的几位奥斯曼帝国外交官才会同意这份备忘录。俄罗斯则直接拒绝了土方修改备忘录的提议，如此一来，俄土间的和平已然是遥不可及了。

#### 战时
1853年9月26日，俄军进入巴尔干地区。最高朴特为此召开了为期两日的会议来决定到底是战是和。尽管大部分官员认为必须一战，雷希德则劝告他们要谨慎。他警告说，奥斯曼帝国还没有在军事上准备好与俄罗斯决战。欧洲诸国也认为奥斯曼帝国应当放弃开战的打算。不过，雷希德认为最终决定还是要由最高朴特做出。他还说，欧洲势力不反对奥斯曼开战，但奥斯曼还是需要说服他们来支持其战事。当论及基督徒的问题时，雷希德认为基督徒内部也有分歧，不会仅因为与俄罗斯信仰相同而互相支持。虽然雷希德起初似乎支持和谈，但在会议尾声时，他说了如下一番话：“手中拿着武器死，总比束手就擒好。如果安拉愿意，我们不仅能赢，还可以废黜对我们有害的条约。”这番话说服了最高朴特。9月30日，雷希德的开战提议被上呈至苏丹处，10月4日，土耳其向俄罗斯宣战。根据切尔特夫帕夏记载，雷希德如此解释开战的目的：“最高朴特所抱持的有益而特殊的目标是在没有任何外部压力的情况下投入一场战争。为了专心处理帝国内部事务、并以改进帝国行政系统、公正地改善所有阶级和人民的生活条件、畅通无阻地发展工商业等方法来保证帝国太平，我们发现1841年的协议并不满足朴特对外部安全的要求。为了进一步加强安全（的保障），最高朴特认为目前让（我们的）盟友再促成一项条约是必要的”。这些话表明，他希望通过与俄罗斯的战争来使奥斯曼帝国得到其他欧洲国家的支持并让这些国家因同盟关系而无法对奥斯曼帝国做出敌对行为。
一旦开战，雷希德立即着手工作以获取西方列强支持。1853年10月8日，在开战仅四日之后，雷希德便向英、法大使请求两国在达达尼尔海峡以海军船舶支援土耳其军。是月20日，他的请求得到了两国回复，英法已派出军舰驶向达达尼尔海峡。23日，战事打响。到12月，奥斯曼帝国败于锡诺普湾，学生开始在君士坦丁堡街头游行，这样的情势使得雷希德等人不得不暂时回避。雷希德还请求辞职但没有获得批准。曾经是雷希德支持者的穆罕默德·艾明·阿里帕夏可能因为其支持战争的立场而煽动了学生运动。不过雷希德在斯特拉特福大使的支持下免去了穆罕默德·艾明·阿里的官职并将其流放至卡斯塔莫努。1854年，雷希德以外交部长的身份指挥了土耳其海军与英、法两国海军的协同作战。1854年，他成功利用军事同盟将英、法两国正式作为盟友卷入战争。1855年5月，雷希德在去岁三月就职大维齐尔一年多后再次被解职，此后，他没有再参与克里米亚战争的任何事务及其后的和平谈判。

## 内政
穆斯塔法·雷希德在起草坦志麦特改革的纲领性文件花厅御诏中的关键角色是有目共睹的。在各国使节及苏丹的莅临下，雷希德于托普卡帕宫宣读了该诏书。其实，早在1839年8月11日的一份交付英国外交官、第三代巴麦尊子爵亨利·坦普尔的个人信件中，雷希德便已经指出奥斯曼帝国最高朴特必须改革。这一愿景在马哈茂德二世驾崩后总算得以在新苏丹阿卜杜勒-迈吉德一世手下实现。雷希德还说，如果要实现改革，人民必须受到保护。因为之前他们对改革的反对主要是出于对朴特迫害他们的恐惧。他也指出欧洲的支持是帝国存亡的关键。几个月后，这些思想都在花厅御诏中得到了体现。他在改革中的目标是保证苏丹统治并建立一个中央集权的朴特以无限期推迟奥斯曼帝国最终没能避免的解体。

## 遗产
尽管许多由雷希德帕夏在坦志麦特期间导入的改革措施没能坚持实行，他的影响仍然不可低估。奥斯曼帝国著名诗人易卜拉欣·希纳西（另一位在坦志麦特改革中起到关键作用的人物）称雷希德为“文明的使徒”、“众善之长”。雷希德去世后，其门生穆罕默德·艾明·阿里帕夏、福阿德帕夏继续推动着他的事业。雷希德不仅加强了最高朴特的中央集权，还开创了帝国各民族在法律上一律平等的先例。可惜由于资金的不足及管理的缺失，许多改革措施未能完全发挥出其功效。

## 註腳
1. 1 2 3  Zürcher, 484
2. 1 2 3  Waldner, 1623
3. 1 2 3  Zürcher, 485
4. 1 2  Celik, 423
5. 1 2  Waldner, 1624
6. ↑  Šedivý, Miroslav. . Pilsen: University of West Bohemia. 2013: 796. ISBN 978-80-261-0223-6.
7. ↑  Šedivý, 797–798
8. ↑  Šedivý, 841
9. ↑  Šedivý, 842–846
10. ↑  Šedivý, 857
11. ↑  Rich, Norman. . Hanover: University Press of New England. 1985: 52.
12. ↑  Figes, Orlando. . New York: Metropolitan Books. 2011: 113. ISBN 978-0805074604.
13. ↑  Figes, 113–114
14. ↑  Curtiss, John S. . Durham: Duke University Press. 1979: 135.
15. ↑  Badem, Candan. . Leiden: Brill. 2010: 83. ISBN 978-90-04-18205-9.
16. ↑  Halman, Talat S. . Syracuse, NY: Syracuse UP. 2011: 65. ISBN 978-0-8156-0958-2.
17. ↑  Zürcher, 486